# チャハールシャンベ・スーリー
チャハールシャンベ・スーリー（ペルシア語: چهارشنبه‌سوری; 直訳: 赤い水曜日）とは、ノウルーズ（イランの新年）の前の最後の水曜日の前夜(「水曜日」といっているが、１日が日没から始まるため、現代でいうと火曜日の夜となる)に祝われるイランの祭りである。

## 概要
「チャハールシャンベ」は水曜日、「スーリー」は祭り もしくは赤を意味する。赤は火の色であることに由来する。
スーリーの祭りは太陽と死者の賞賛とも関係がある。古代、太陽は神の一つであり、太陽の賞賛は古代の祭りに深く根ざしている。スール Surは赤を意味し、太陽神スーリヤと同じ語根をもつ。ヘロドトスによれば、エルテヤン（イラン人）は太陽を崇拝していた。アケメネス朝の王の石碑によって火の重要性をみることができる。また、リグ・ヴェーダの最初のマントラは、火を称賛している。チャハールシャンベ・スーリーとホーリー祭は同じ起源を持っている 。

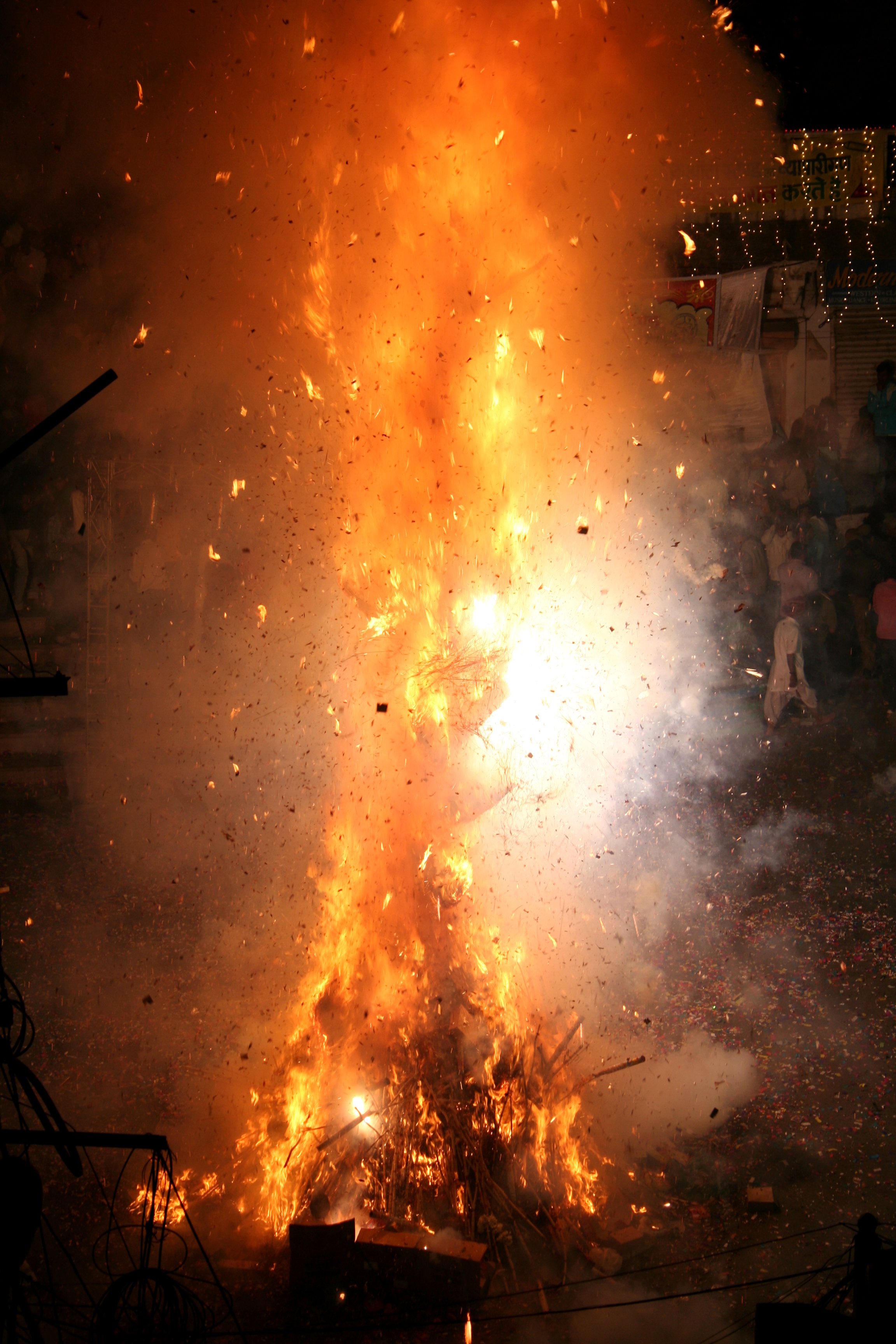
ラジャスタン 2010年

## チャハールシャンベ・スーリーの風習

### 火を飛び越える
祭りが始まる前に、人々は屋外の開放された広い空間に小枝を集める。日没後、1つまたはそれ以上の焚き火を作り、炎を飛び越えながら「sorkhi-ye to az man, zardi-ye man az to（あなたの赤みを私のものにし、私の黄色をあなたのものに）」と唱える。これには浄化の意味があると考えられている。

## 歴史的背景
この祭りはゾロアスター教の古代イランの儀式に端を発している。古代イラン人は、死者の霊を祝い、今日では Farvardineganと呼ばれている、一年間の最後の5日間にHamaspathmaedaya （ Hamaspaθmaēdaya ）の祭りを祝った。古代イラン人は死者の霊が再会のために来ると信じていた。 7人の聖なる不死者（ Aməša Spənta ）が称えられ、新年の夜明けにより儀式が正式に終了するとされた。この祭りはまた、火と人間の創造を祝う祭りでもあった。

## 写真ギャラリー

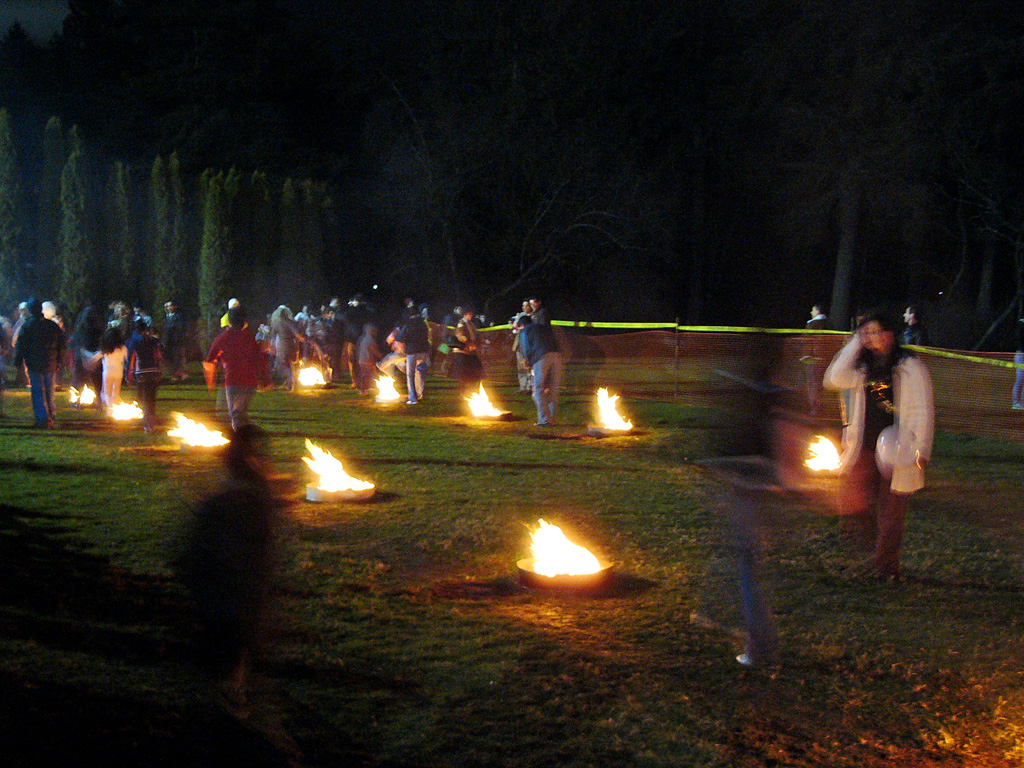
バンクーバー、2008年3月
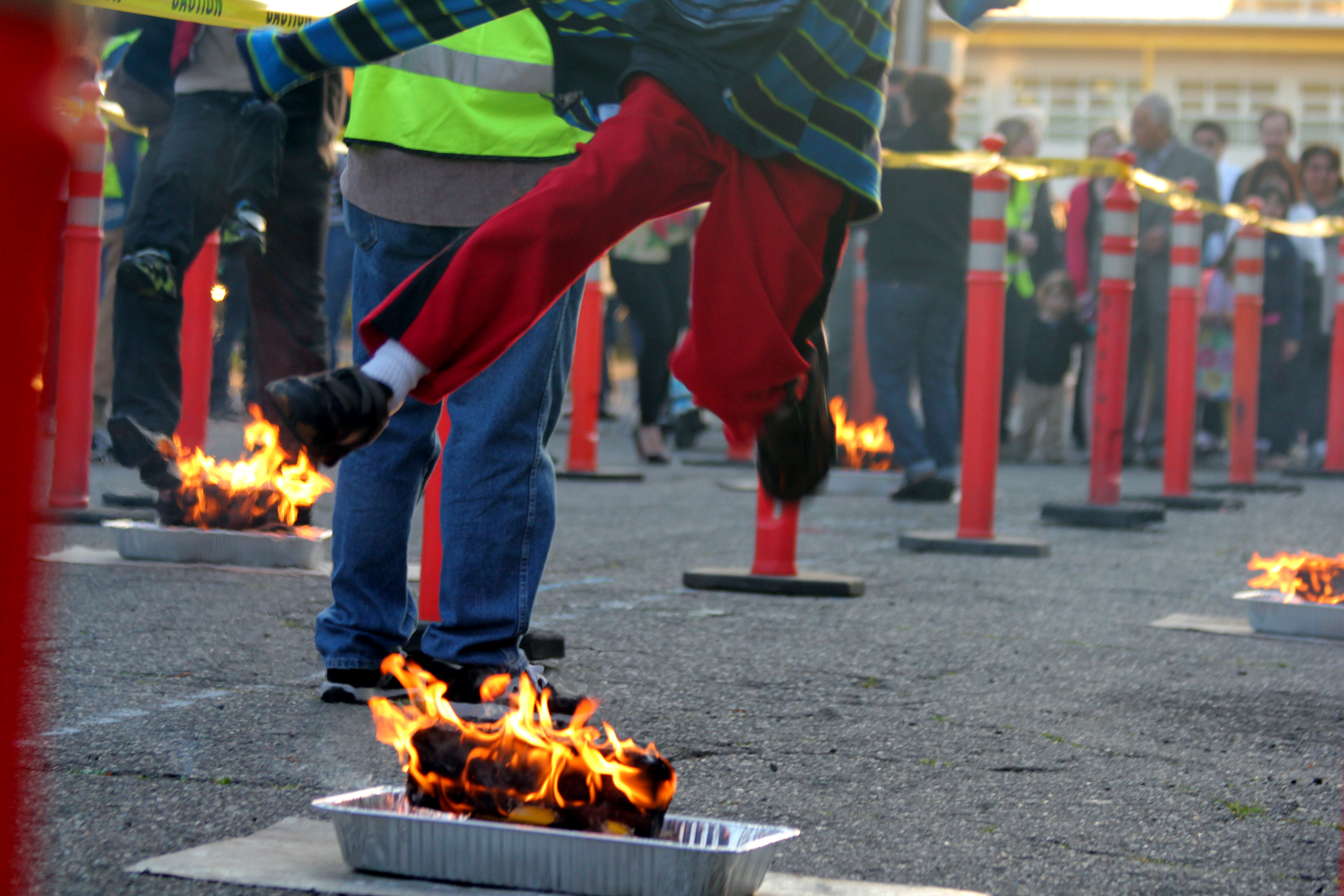
カリフォルニア、2013年3月
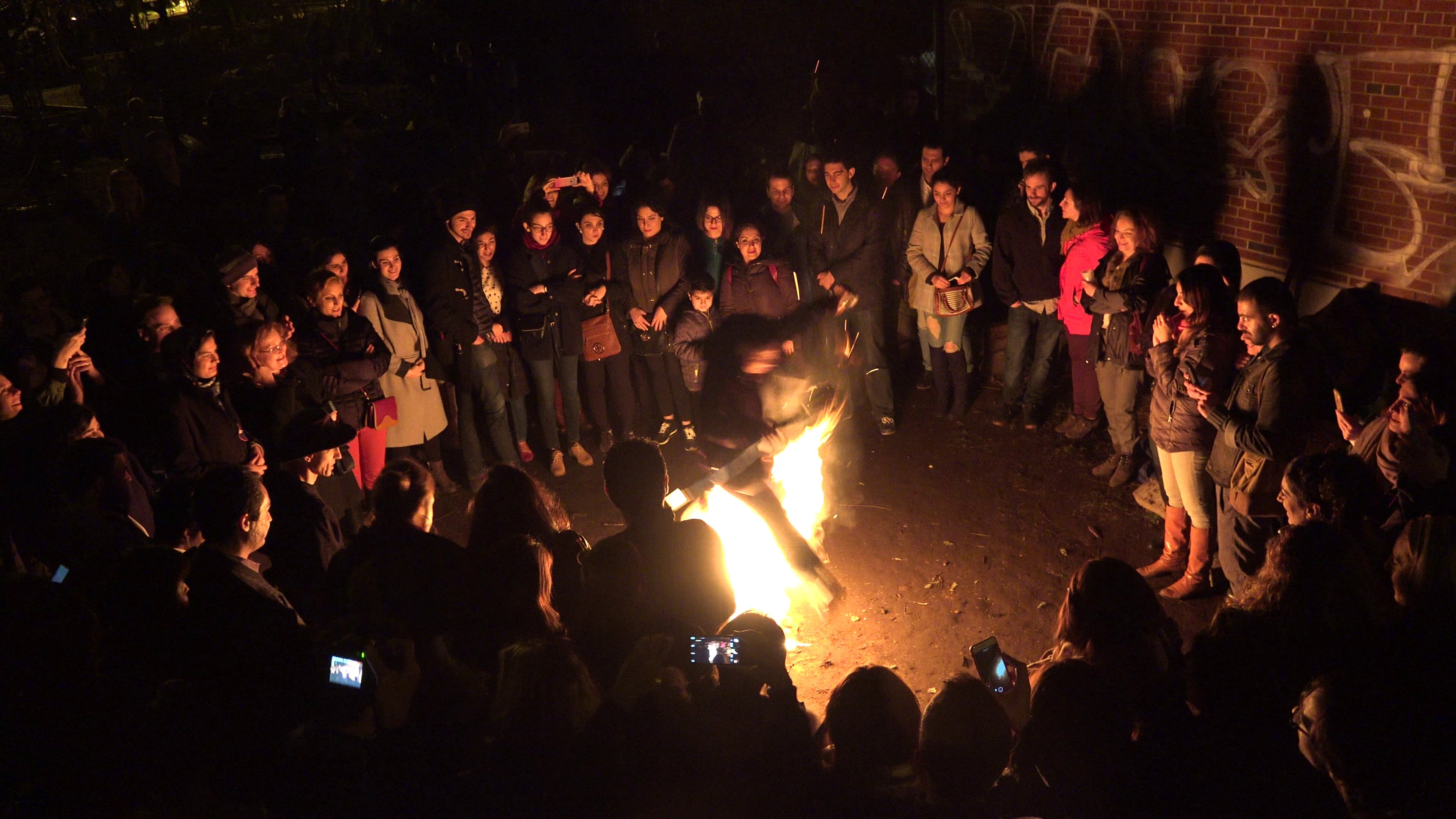
ニューヨーク市、2016年3月
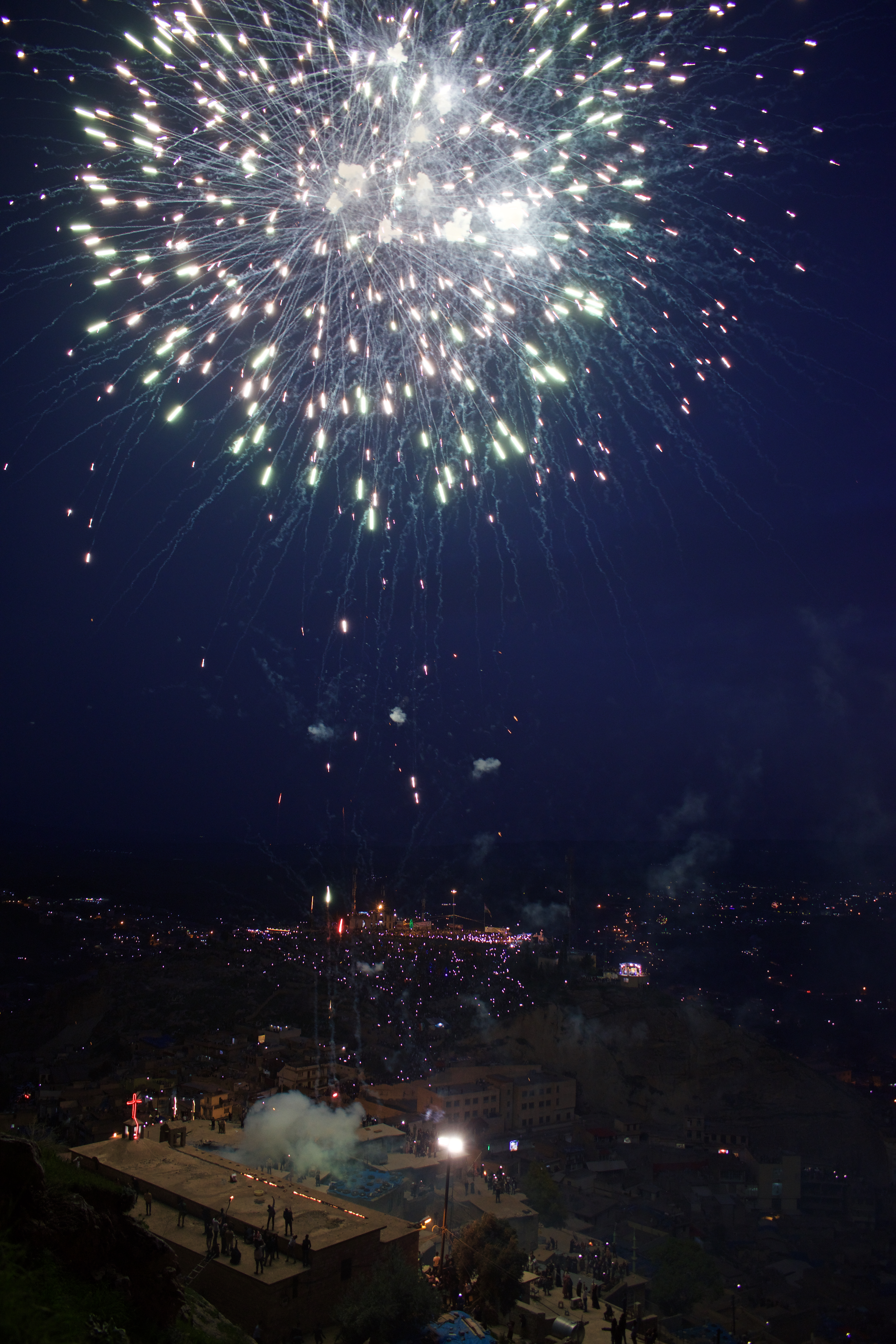
2018年　アクレ（イラク）のチャハールシャンベ・スーリーの花火
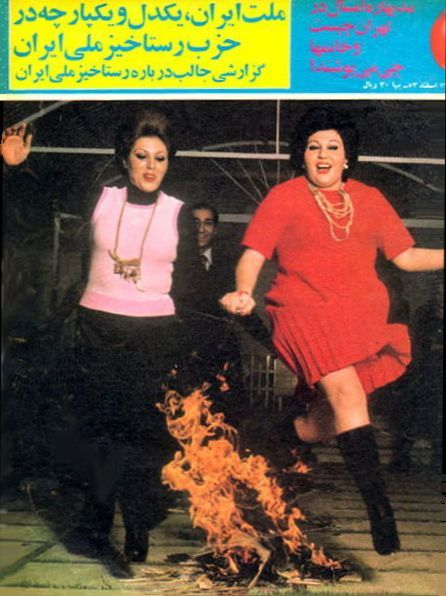
火を飛び越える様子